# Porozumienie Samorządowe
Porozumienie Samorządowe (Porozumienie Samorządowe W. Lubawski) – centroprawicowy ruch polityczny działający na terenie województwa świętokrzyskiego, powiązany ze stowarzyszeniem Wojciecha Lubawskiego „Samorząd 2002”.

## Historia

### Wybory samorządowe w 2002
W wyborach samorządowych w 2002 powstał komitet wyborczy wyborców Porozumienie Samorządowe – Wojciech Lubawski, który wystawił kandydaturę Wojciecha Lubawskiego – byłego wojewody świętokrzyskiego, a także założyciela stowarzyszenia Samorząd 2002 i ówczesnego działacza Stronnictwa Konserwatywno-Ludowego – Ruch Nowej Polski – na prezydenta Kielc. Tworzyło go kilka organizacji o charakterze centroprawicowym – oprócz stowarzyszenia Samorząd 2002 także partie polityczne (Platforma Obywatelska, Prawo i Sprawiedliwość, Unia Wolności, Ruch Społeczny, Zjednoczenie Chrześcijańsko-Narodowe i SKL-RNP) oraz inne organizacje (Stowarzyszenie Rodzin Katolickich, Światowy Związek Żołnierzy Armii Krajowej i Niezależne Zrzeszenie Studentów). Wojciech Lubawski wygrał w II turze wybory na prezydenta miasta, pokonując dotychczasowego lewicowego prezydenta Włodzimierza Stępnia. Komitet ubiegał się też o mandaty w Radzie Miasta Kielce – zajął w głosowaniu 2. miejsce, uzyskując 9 z 28 mandatów.

### Wybory samorządowe w 2006
W wyborach samorządowych w 2006 komitet przyjął nazwę „Porozumienie Samorządowe W. Lubawski”, konkurując tym razem z PO i PiS. Po raz pierwszy wystawił kandydatów w wyborach do sejmiku województwa świętokrzyskiego, uzyskując 9,25% głosów, co przełożyło się na 1 z 30 mandatów (zdobył go Janusz Koza). PS uzyskało także 6 mandatów w radzie Kielc, a Wojciech Lubawski (przy poparciu wszystkich środowisk prawicowych) wygrał wybory na prezydenta w I turze, uzyskując 71,98% głosów.

### Wybory samorządowe w 2010
W wyborach samorządowych w 2010 komitet Porozumienie Samorządowe otrzymał 9,53% głosów w wyborach do sejmiku, co pozwoliło na reelekcję Janusza Kozy. Komitet Porozumienie Samorządowe W. Lubawski wygrał natomiast wybory do rady Kielc, otrzymując 7 mandatów. Prezydent miasta Wojciech Lubawski uzyskał reelekcję w I turze, uzyskując 58,66% głosów (konkurował m.in. z kandydatami PiS i PO, poparła go natomiast lewicowa Socjaldemokracja Polska). Po raz pierwszy Porozumienie Samorządowe wysunęło kandydatów do rady powiatu kieleckiego, gdzie uzyskało 1 mandat (objął go Jan Cedro).

### Wybory parlamentarne w 2011
W wyborach parlamentarnych w 2011 środowisko to włączyło się w działalność pozapartyjnego ruchu Unia Prezydentów – Obywatele do Senatu, zorganizowanego przez Rafała Dutkiewicza. Pod szyldem „KWW W. Lubawskiego – Senat dla Obywateli” wystawiło trzech kandydatów do Senatu: ekonomistę Stanisława Gomułkę (okręg nr 81), byłego piłkarza Andrzeja Kobylańskiego (okręg nr 82) i radnego sejmiku Janusza Kozę (okręg nr 83). Zajęli oni odpowiednio: 4., 5. i 6. miejsce, tym samym nie uzyskując żadnego mandatu senatorskiego.

### Wybory samorządowe w 2014
W wyborach samorządowych w 2014 komitet Porozumienie Samorządowe wystawił kandydatów wyłącznie do organów stolicy województwa świętokrzyskiego. W wyborach do rady Kielc PS zajęło 4. miejsce, otrzymując 4 mandaty. Z jego list startowali m.in. kandydaci Polski Razem. Prezydent miasta Wojciech Lubawski (poparty przez kilka prawicowych partii, m.in. PiS) uzyskał reelekcję w I turze, zdobywając 55,69% głosów. W wyborach do sejmiku kandydaci PS startowali z list PiS. Mandat ponownie uzyskał Janusz Koza, który zasiadł w klubie radnych tej partii.

### Wybory samorządowe w 2018
W wyborach samorządowych w 2018 komitet Porozumienie Samorządowe bezskutecznie (pomimo przekroczenia progu wyborczego) ubiegał się o miejsca w Radzie Miasta Kielce, zajmując 6. miejsce pod względem liczby uzyskanych głosów (z jego list startowali m.in. kandydaci Wolnych i Solidarnych). Prezydent miasta Wojciech Lubawski po raz czwarty walczył o reelekcję (poza WiS ponownie przy poparciu PiS oraz jego koalicjantów). W I turze uzyskał 29,2% głosów, a w II turze 38,75%, przegrywając z Bogdanem Wentą (który wcześniej także założył regionalne stowarzyszenie, Projekt Świętokrzyskie). Mandat w sejmiku świętokrzyskim – ponownie startując z listy PiS – utrzymał Janusz Koza. W marcu 2021 wystąpił on z klubu radnych PiS (który w wyniku tego utracił większość mandatów).

## Poparcie w wyborach

### Sejmik Województwa Świętokrzyskiego
| Wybory | Głosy  | Głosy     | Głosy | Mandaty | Mandaty | Nazwa komitetu                                   |
| Wybory | Liczba | %         | +/–   | Liczba  | +/–     | Nazwa komitetu                                   |
| ------ | ------ | --------- | ----- | ------- | ------- | ------------------------------------------------ |
| 2006   | 42 119 | 9,25 (5.) | —     | 1/30    | —       | KWW Porozumienie Samorządowe – Wojciech Lubawski |
| 2010   | 47 303 | 9,53 (5.) | 0,28  | 1/30    |         | KWW Porozumienie Samorządowe                     |
| 2014   | —      | —         | —     | 1/30    |         | start z list KW PiS                              |
| 2018   | —      | —         | —     | 1/30    |         | start z list KW PiS                              |

### Rada Miasta Kielce
| Wybory | Głosy  | Głosy      | Głosy | Mandaty | Mandaty | Nazwa komitetu                                   |
| Wybory | Liczba | %          | +/–   | Liczba  | +/–     | Nazwa komitetu                                   |
| ------ | ------ | ---------- | ----- | ------- | ------- | ------------------------------------------------ |
| 2002   | 13 572 | 25,54 (2.) | —     | 9/28    | —       | KWW Porozumienie Samorządowe – Wojciech Lubawski |
| 2006   | 14 611 | 22,69 (3.) | 2,85  | 6/28    | 2       | KWW Porozumienie Samorządowe W. Lubawski         |
| 2010   | 17 996 | 25,50 (1.) | 2,81  | 7/25    | 1       | KWW Porozumienie Samorządowe W. Lubawski         |
| 2014   | 9 912  | 16,26 (4.) | 2,87  | 4/25    | 3       | KWW Porozumienie Samorządowe W. Lubawski         |
| 2018   | 6 068  | 7,07 (6.)  | 9,19  | 0/25    | 4       | KWW Porozumienie Samorządowe W. Lubawski         |

### Prezydent Miasta Kielce
| Wybory | Kandydat          | I tura | I tura     | II tura | II tura    | Uwagi                                               |
| Wybory | Kandydat          | Głosów | %          | Głosów  | %          | Uwagi                                               |
| ------ | ----------------- | ------ | ---------- | ------- | ---------- | --------------------------------------------------- |
| 2002   | Wojciech Lubawski | 19 669 | 35,18 (2.) | 28 789  | 52,23 (1.) | Wygrana z Włodzimierzem Stępniem (SLD-UP)           |
| 2006   | Wojciech Lubawski | 47 325 | 71,98 (1.) | —       | —          | Wygrana w I turze                                   |
| 2010   | Wojciech Lubawski | 42 893 | 58,66 (1.) | —       | —          | Wygrana w I turze                                   |
| 2014   | Wojciech Lubawski | 35 764 | 55,69 (1.) | —       | —          | Wygrana w I turze                                   |
| 2018   | Wojciech Lubawski | 25 552 | 29,20 (2.) | 31 114  | 38,75 (2.) | Przegrana z Bogdanem Wentą (Projekt Świętokrzyskie) |

### Rada Powiatu Kieleckiego
| Wybory | Głosy  | Głosy     | Mandaty | Nazwa komitetu               |
| Wybory | Liczba | %         | Mandaty | Nazwa komitetu               |
| ------ | ------ | --------- | ------- | ---------------------------- |
| 2010   | 8 386  | 9,99 (5.) | 1/29    | KWW Porozumienie Samorządowe |